# 광수집 복합체
광수집 복합체(光收集 複合體, 영어: light-harvesting complex)는 광합성의 기능적 단위인 광계의 보다 큰 슈퍼 복합체의 일부일 수 있는 서브유닛 단백질 복합체를 가지고 있다. 광수집 복합체는 식물과 광합성 세균에서 광합성 반응중심으로만 포착하는 것보다 더 많은 빛을 모으는데 사용된다. 광수집 복합체는 여러 광합성 생물종에서 매우 다양하게 발견된다. 광수집 복합체는 단백질과 광합성 색소로 구성되며, 광합성 반응중심을 둘러싸고 광합성 색소에 흡수된 광자로부터 얻은 에너지를 형광 공명 에너지 전달을 이용하여 반응중심으로 집중시킨다.

## 같이 보기
- 광합성
- 광합성 반응중심
- 광계 II 광수집 단백질
- 광합성 색소